# Ptilinopus jambu
El tilopo jambú o tilopo  de jambu (Ptilinopus jambu) es una especie de ave columbiforme de la familia Columbidae. Es una especie de paloma tropical de vivos colores que habita en la península malaya, Sumatra, Borneo e islas menores aledañas. No se conocen subespecies.